# (4484) Sif
(4484) Sif – planetoida z pasa głównego asteroid okrążająca Słońce w ciągu 4 lat i 101 dni w średniej odległości 2,63 j.a. Została odkryta 25 lutego 1987 roku. Przed nadaniem nazwy planetoida nosiła oznaczenie tymczasowe (4484) 1987 DD.